# Catherine Hardy
Catherine Hardy, född 8 februari 1930 i Carrollton, Georgia, död 8 september 2017, var en amerikansk friidrottare.
Hardy blev olympisk mästare på 4 x 100 meter vid olympiska sommarspelen 1952 i Helsingfors.